# Branimir Altgayer

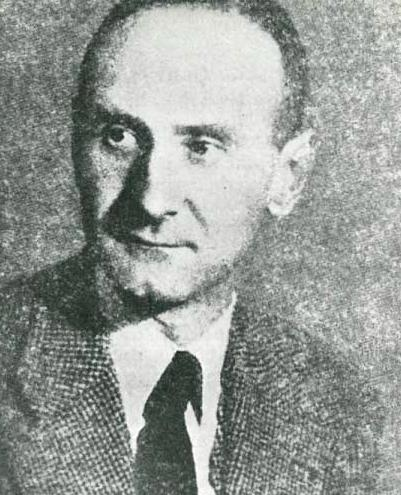
Branimir Altgayer

Branimir Altgayer (geboren am 8. November 1897 in Przekopana, Vorort von Przemyśl, Kronland Galizien, Österreich-Ungarn, hingerichtet am 15. Mai 1950 in Zagreb, Föderative Volksrepublik Jugoslawien) war ein Offizier des Königreichs Jugoslawien und des Unabhängigen Staates Kroatien (NDH) sowie „Volksgruppenführer“ der Deutschen in Kroatien während des Zweiten Weltkriegs.

## Leben
Laut Vernehmungsprotokollen der UDBA wurde Altgayer in Galizien geboren, wo sein Vater, der aus Osijek (deutsch Esseg) stammte, als österreichisch-ungarischer Kavallerieleutnant diente. Er wuchs in verschiedenen Garnisonsstädten (Pardubitz, Tschakathurn, Sarajewo) und ab 1904 in Kutjevo in Slawonien auf, wo er die dortige kroatische Schule besuchte. Danach ging er an kroatische Gymnasien in Osijek und Zemun (deutsch Semlin), wo er seine Matura ablegte.
Nach Abschluss der Kavallerie-Kadettenschule in Hranice na Moravě (deutsch Mährisch Weißkirchen), die er von 1912 bis 1915 besuchte, kämpfte er während des Ersten Weltkrieges als Offizier der österreichisch-ungarischen Armee in Russland, Rumänien und Italien. Am 24. August 1915 wurde er zum Leutnant, am 17. August 1917 zum Oberleutnant befördert.
Vom 16. Dezember 1918 bis zum 28. Januar 1927 diente er in der Armee des Königreichs der Serben, Kroaten und Slowenen, wo er den Rang eines Hauptmannes Erster Klasse erreichte. Nach dem Ausscheiden aus der Armee arbeitete er als Buchhalter, Bankbeamter, Vertreter und Leiter einer landwirtschaftlichen Genossenschaft, bis er ab 1937 hauptberuflicher Politiker wurde.
Im Sommer 1928 unternahm Branimir Altgayer einen Vorstoß, einen deutschen Bauernverein zu gründen. Dieses Vorhaben konnte aber aufgrund des Beginns der Königsdiktatur von Alexander I. 1929 nicht umgesetzt werden. Am 19. März 1934 war er Gründer und Vorsitzender der Ortsgruppe Osijek des Schwäbisch-Deutschen Kulturbundes (SDKB). Am 3. Dezember 1934 wurde er in den Bundesausschuss des SDKB berufen, wo er den am Nationalsozialismus orientierten Flügel der „Erneuerungsbewegung“ vertrat.
1936 gründete er in Osijek die „Kultur- und Wohlfahrtsvereinigung der Deutschen“ (KWVD) und stellte sich damit gegen die konservativ ausgerichtete Führung des Kulturbundes. Nach der Vereinnahmung des Kulturbundes durch die „Erneuerer“ und dessen Fusion mit der KWVD 1939 übernahm er die regionale Leitung für Slawonien.
Nach der Gründung des Unabhängigen Staates Kroatien (NDH) 1941 wurde er (nicht gewählter) deutscher „Volksgruppenführer“. Gewählt worden war Josef Meier, der auf Weisung der Hauptamt Volksdeutsche Mittelstelle Kroatien verlassen musste. 1942 wurde er als einer von zwei Vertretern der deutschen Minderheit (der andere war Ferdinand Gasteiger) zum Mitglied des bis Kriegsende quasi funktionslosen Kroatischen Parlaments ernannt. 1943 wurde er darüber hinaus Staatssekretär in der kroatischen Regierung und dort verantwortlich für die inneren Angelegenheiten der deutschen Minderheit. In dieser Funktion legalisierte er die Einsätze der Einsatzstaffel der Deutschen Mannschaft zur Partisanenbekämpfung.

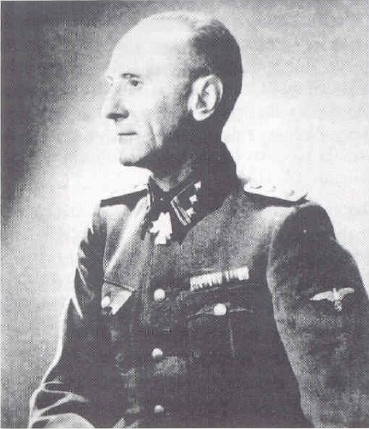
Branimir Altgayer

Der faschistische Diktator des NDH Ante Pavelić beförderte Altgayer zum Oberst in der Ustascha-Miliz und verlieh ihm den Rittertitel (kroatisch vitez). Kurzzeitig diente er an der Ostfront.
Zum 5. November 1940 trat Altgayer der SS bei (SS-Nummer 459.556). Zum 6. November 1941 wurde er zum SS-Hauptsturmführer und zum 9. November 1943 zum SS-Sturmbannführer ernannt.
Nach dem Zweiten Weltkrieg wurde Altgayer von der britischen Besatzungsmacht mit anderen, gegen die ein Auslieferungsbegehren lief, im „Camp 373“, dem ehemaligen Stalag XVIII A in Wolfsberg, interniert und an Jugoslawien ausgeliefert. Er wurde vom Kreisgericht Zagreb am 21. Januar 1950 wegen „Verbrechen gegen Volk und Staat“ zum Tode verurteilt. Ein Gnadengesuch reichte er vergeblich ein. Am 15. Mai 1950 wurde er durch Erschießen hingerichtet.

## Auszeichnungen (Auswahl)
- Österreichisches Militärverdienstkreuz III. Klasse